# PicSat
PicSat est un nano-satellite français, conçu afin d'observer le transit de la planète Beta Pictoris b. Ce CubeSat de moins de 4 kilogrammes développé par plusieurs laboratoires menés par l'Observatoire de Paris a été placé en orbite en janvier 2018 et devrait observer l'étoile sur une durée d'un an. PicSat constitue une des premières réalisations d'un observatoire spatial miniaturisé. La mission s'est achevée en mars 2018 de manière prématurée, peu après l'activation de la charge utile. Depuis le 22 juin 2022, le satellite émet de nouveau des télémesures et pourrait reprendre du service.

## Historique et objectif du projet
Le développement de PicSat a été lancé en 2014 pour disposer d'un télescope spatial capable d'observer de manière continue l'étoile Beta Pictoris sans perturbation atmosphérique. Il s'agissait de pouvoir étudier le transit de la planète Beta Pictoris b devant son étoile qui était prévu à l'époque vers 2017. PicSat a été conçu et fabriqué par une petite équipe de scientifiques et ingénieurs placés sous la direction de Sylvestre Lacour, astrophysicien  du groupe Haute résolution angulaire en astronomie au LESIA, laboratoire de l'Observatoire de Paris / Université PSL / CNRS.

## Objectifs de la mission

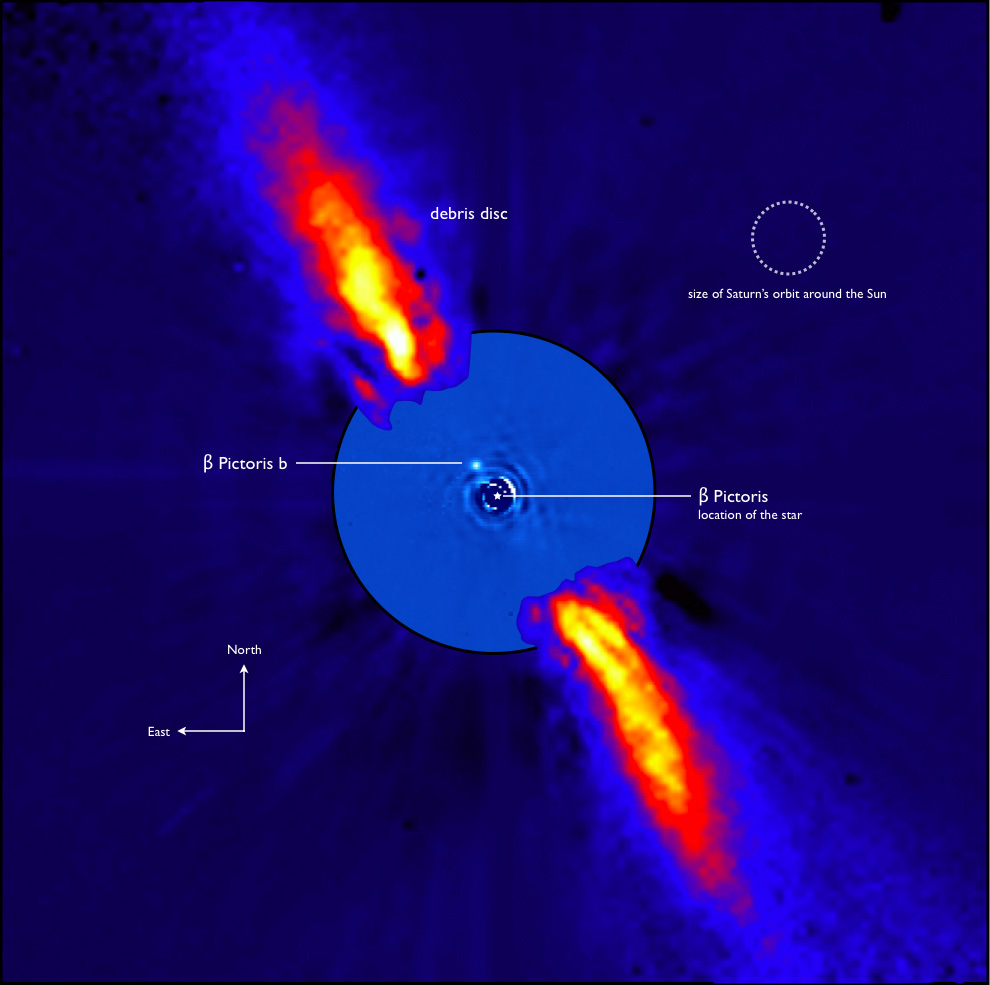
Image de Beta Pictoris qui a permis la découverte de Beta Pictoris b.

L'objectif principal de la mission est d'observer le passage de la planète Beta Pictoris b devant l'étoile Beta Pictoris, un système solaire situé à une distance de 63,4 années-lumière. Le transit de la planète devant son étoile se traduit par une infime diminution temporaire de la luminosité de celle-ci. La méthode des transits exploite cette variation pour en déduire certaines caractéristiques physiques de la planète. L'exoplanète Beta Pictoris b présente la particularité, parmi les milliers d'exoplanètes découvertes récemment, de tourner autour d'une étoile très jeune (23 millions d'années) dont le système planétaire vient tout juste d'apparaitre. Son observation présente un intérêt scientifique parce qu'elle pourrait apporter un éclairage nouveau sur les mécanismes de formation des planètes.
Beta Pictoris b a été  découverte fin 2008 par Anne-Marie Lagrange en analysant une photo (imagerie directe) prise en 2003 par le Very Large Telescope, observatoire européen de l'ESO implanté au Chili. Des mesures complémentaires effectuées par la suite et l'examen d'observations antérieures ont permis de déduire que cette planète gazeuse géante plus grande que Jupiter circulait sur une orbite quasi circulaire à environ 8 Unités Astronomiques de son étoile. Les astronomes ont calculé que le transit de la planète devant son étoile, un événement qui se produit une fois tous les 15/20 ans compte tenu de la périodicité de l'orbite, aurait lieu, avec une forte probabilité, entre l'été 2017 et l'été 2018. PicSat a été développé dans l'objectif d'observer cet événement. À la date de son lancement les observatoires terrestres surveillant l'étoile n'avaient observé aucun transit. Selon des observations récentes, le plan orbital dans lequel circule la planète n'est pas exactement aligné sur l'axe Terre-Beta Pictoris et la planète ne passera pas devant l'étoile, mais sa sphère de Hill une région de l'espace ayant 10 fois son diamètre où son influence gravitationnelle l'emporte sur celle de l'étoile et qui devrait comprendre de nombreux débris, pourra être observée.
Le satellite doit également tenter d'observer des comètes circulant dans le système Beta Pictoris par la méthode des transits. Ces objets sont petits mais leurs queues longues de plusieurs millions de kilomètres peuvent induire une diminution de la luminosité de l'étoile détectable depuis la Terre comme cela a été déjà observé autour d'autres étoiles. Le troisième objectif de la mission est de valider la technique utilisée pour collecter la lumière de l'étoile au niveau du plan focal, Le succès du recours à une fibre optique monomode comme celui mis en œuvre sur PicSat serait une étape importante dans la réalisation d'un interféromètre spatial basé sur cette technique.

## Caractéristiques techniques
PicSat est un nano-satellite de format CubeSat 3U. Ce format normalisé utilisé couramment pour les satellites de très petite taille limite les dimensions du satellite au lancement à 10 × 10 × 30 cm (soit trois cubes de 10 centimètres de côté) et sa masse à 3,9 kg. Dans l'espace, une fois les antennes et les  panneaux solaires déployés, les dimensions externes atteignent 10 x 50 x 100 cm. La structure, le système de télécommunications et de gestion des données sont fournis par la société ISIS. L'énergie est produite par 32 cellules solaires installées sur le corps du satellite et deux panneaux solaires déployés en orbite. Elle est stockée dans une batterie d'une capacité de 37,4 watts-heures. Le satellite est stabilisé 3 axes par un système iDACS-100 développé  par les sociétés Berlin Space Technologies et Hyperion. Cet équipement tient dans un volume de 9 x 9 x 3,2 centimètres et a une masse de 350 grammes. iDACS-100 comprend un viseur d'étoiles et des capteurs MEMS mesurant la vitesse de rotation et l'accélération du satellite afin de déterminer l'orientation du satellite. Les corrections de l'orientation et la stabilisation sont effectuées dans les trois dimensions à l'aide de trois  magnéto-coupleurs et de trois roues de réaction. L'ordinateur embarqué utilise un microprocesseur ARM 9 qui dispose deux cartes mémoire d'une capacité unitaire de 32 gigabits pour stocker les données. Les données sont transmises par le satellite au sol en UHF (435 MHz) et reçues en VHF (145 MHz),.

## Charge utile
La charge utile PFF (acronyme de PicSat Fibered Photometer) d'une masse de 1,3 kg est un télescope spatial miniaturisé dont la partie optique occupe le premier des trois cubes formant le satellite (10 centimètres de côté). L'instrument doit mesurer la luminosité de l'étoile  avec une précision de 5 parties par million (sur une période de 1 heure) et l'étoile doit être centrée sur le plan focal avec une précision permettant la collecte des photons par une fibre optique d'un diamètre intérieur de 3 microns. Pour atteindre ces objectifs l'optique est un montage newtonien hors axe de 13,5 cm de longueur focale. Le primaire est un miroir parabolique de 5 centimètres de diamètre (ouverture). Le faisceau lumineux est réfléchi selon un angle  de 30° par rapport à la normale vers  un miroir secondaire de 22 mm de diamètre dont la position peut être réglée avec précision avant le lancement. Les photons sont renvoyés dans le plan focal au centre duquel se trouve l'ouverture d'une fibre optique. Celle-ci amène les photons jusqu'à une photodiode à avalanche qui compte les photons. La fibre optique est monomode ce qui limite à 3 microns son diamètre, évitant ainsi la collecte de la lumière parasite (clairs de Lune et de Terre, ...). Toutefois la précision du pointage du système de contrôle d'attitude et les vibrations engendrées par les actuateurs ne permettent pas de centrer en permanence l'étoile sur l'ouverture de la fibre optique. Pour y parvenir, l'extrémité de la fibre optique est fixée sur une  petite platine piézo-électrique qui est déplacée autour de la position centrale avec une fréquence de 100 hertz pour déterminer la position instantanée de l'étoile. Le logiciel qui pilote ce système de pointage fin tourne sur un microprocesseur STM32 avec une fréquence de 1 kHz ce qui permet de filtrer les vibrations allant jusqu'à 30 Hz. Les miroirs comme leur support sont en aluminium pour que leur comportement soit homogène lors des changements de température et ainsi limiter l'impact sur la qualité de l'image produite.

## Déroulement de la mission
Le satellite PicSat a été placé en orbite le 12 janvier 2018 par un lanceur indien PSLV décollant depuis le centre spatial Satish-Dhawan. Le satellite qui était une des 30 charges utiles secondaires de la fusée a été placé sur une orbite héliosynchrone à une altitude de 505 km avec une inclinaison orbite de 97,3° et une période orbitale de 95 minutes. L'observation de l'étoile doit débuter courant mars. La mission doit durer en tout 1 an.
La station de réception et de contrôle au sol est située dans l'établissement de Meudon (LESIA) de l'Observatoire de Paris. La réception des données scientifiques et des télémesures fait également appel à la communauté des radioamateurs : un protocole communications et un serveur ont été mis en place pour que ceux-ci puissent transférer à l'Observatoire de Paris les données de PicSat recueillies avec leurs récepteurs radio.
Le 20 mars 2018, le satellite a brusquement cessé d'émettre des données télémétriques.
Le 22 juin 2022, après 4 ans de silence, le satellite émet de nouveau un signal et des télémesures, LESIA espère le relancer pour de nouvelles missions d'observation.